# Raspoutine (téléfilm, 2011)
Pour les articles homonymes, voir Raspoutine (homonymie).
Pour plus de détails, voir Fiche technique et Distribution.
Raspoutine est un téléfilm historique franco-russe réalisé par Josée Dayan, diffusé en 2011.
Le film clôt le Festival international du film de Moscou 2013.

## Synopsis
Russie, 1905. Grigori Raspoutine, un starets sibérien, est présenté à la famille impériale car il est le seul, semble-t-il, à pouvoir guérir le tsarévitch, atteint d'hémophilie. De fil en aiguille, Raspoutine use de ses dons de guérison sur l'entourage de la famille Romanov, qui voit en lui un envoyé de Dieu, notamment la tsarine. Mais très vite, il s'avère que le starets, dont le quotidien est également ponctué par l'alcool et la débauche, n'a pas que des amis.

## Fiche technique
- Titre : Raspoutine
- Réalisation : Josée Dayan
- Scénario : Vincent Fargeat et Philippe Besson
- Costumes : Cyril Fontaine
- Photographie : Ennio Guarnieri
- Montage : Yves Langlois, Florence Leconte
- Musique : Stephan Gaubert et Frédéric Dunis ; Prokofiev (Cantate "Alexandre Nevski", "la Bataille sur les glaces")
- Production : Arnaud Frilley
- Sociétés de production : B-Tween Prod (France), avec la participation du CNC (France), VGTRK (Russie), Arte France (France)
- Sociétés de distribution : EuropaCorp
- Pays d'origine : France, Russie
- Langue originale : Français, russe
- Format : Couleur — 1.85:1 — 35 mm
- Genre : Historique
- Durée : 1h42 minutes
- Date de diffusion :
  -  France : 25 décembre 2011 sur France 3

## Distribution
- Gérard Depardieu (VF : lui-même) : Raspoutine
- Fanny Ardant (VF : elle-même) : Alexandra Fedorovna
- Vladimir Machkov (VF : Emmanuel Jacomy) : Nicolas II de Russie
- Ksenia Rappoport : Maria Golovina, secrétaire de Raspoutine
- Filipp Yankovsky (VF : Jean-Pierre Michael) : Félix Youssoupoff
- Anna Mikhalkova : Anna Vyroubova
- Irina Alfyorova : Zénaïde Youssoupoff
- Yuri Kolokolnikov : l'espion anglais Oswald Rayner
- Danila Kozlovski : Dimitri Pavlovitch de Russie
- Constantin Khabenski : Aron Simanovitch, secrétaire personnel de Raspoutine

## Production

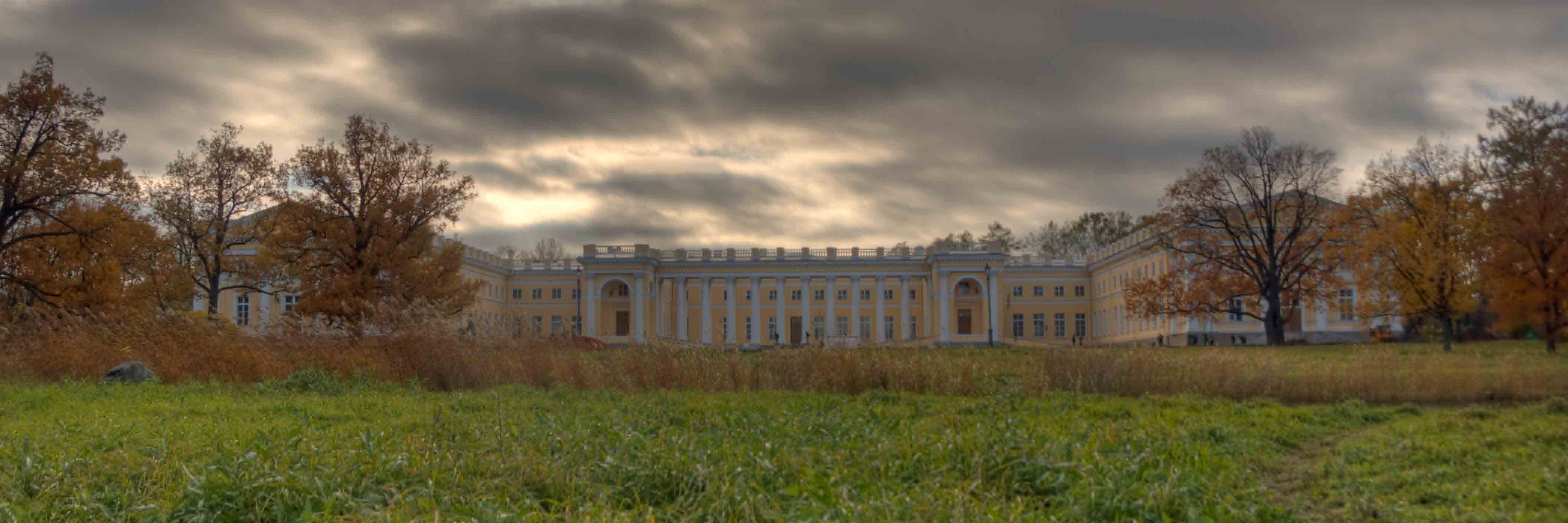
Le palais Alexandre, dernière résidence de la famille Romanov avant l'exécution.

La production de télévision russe Rossia avait confié la réalisation à Josée Dayan comme le souhaitait vivement l'acteur Gérard Depardieu, campant le rôle de Raspoutine, son vieux rêve de quinze ans.
Le tournage a lieu en Russie, à Pouchkine — autrefois appelée Tsarskoïe Selo — et à Saint-Pétersbourg, aux palais Catherine, Alexandre et Ioussoupov qui fut le théâtre de l'assassinat de Raspoutine, à Malié Korely, ainsi qu'à Marseille pour certaines scènes extérieures (trois jours de tournage).
Le tournage a été entièrement dirigé par Gérard Depardieu, qui avait obtenu l'autorisation du Premier ministre russe Vladimir Poutine.

## Sorties et versions
En France, le film est diffusé directement à la télévision sur France 3 le 25 décembre 2011 et est ainsi présenté comme un téléfilm historique.
Le film sort dans la foulée en DVD le 11 janvier 2012.
En Russie, le film est présenté comme un véritable long-métrage et bénéficie d'une sortie dans les salles de cinéma le 7 novembre 2013, soit presque deux ans après la diffusion française, avec un nouveau montage et une durée écourtée.